# Danse de place
 (novembre 2023).
Si vous disposez d'ouvrages ou d'articles de référence ou si vous connaissez des sites web de qualité traitant du thème abordé ici, merci de compléter l'article en donnant les références utiles à sa vérifiabilité et en les liant à la section « Notes et références ».

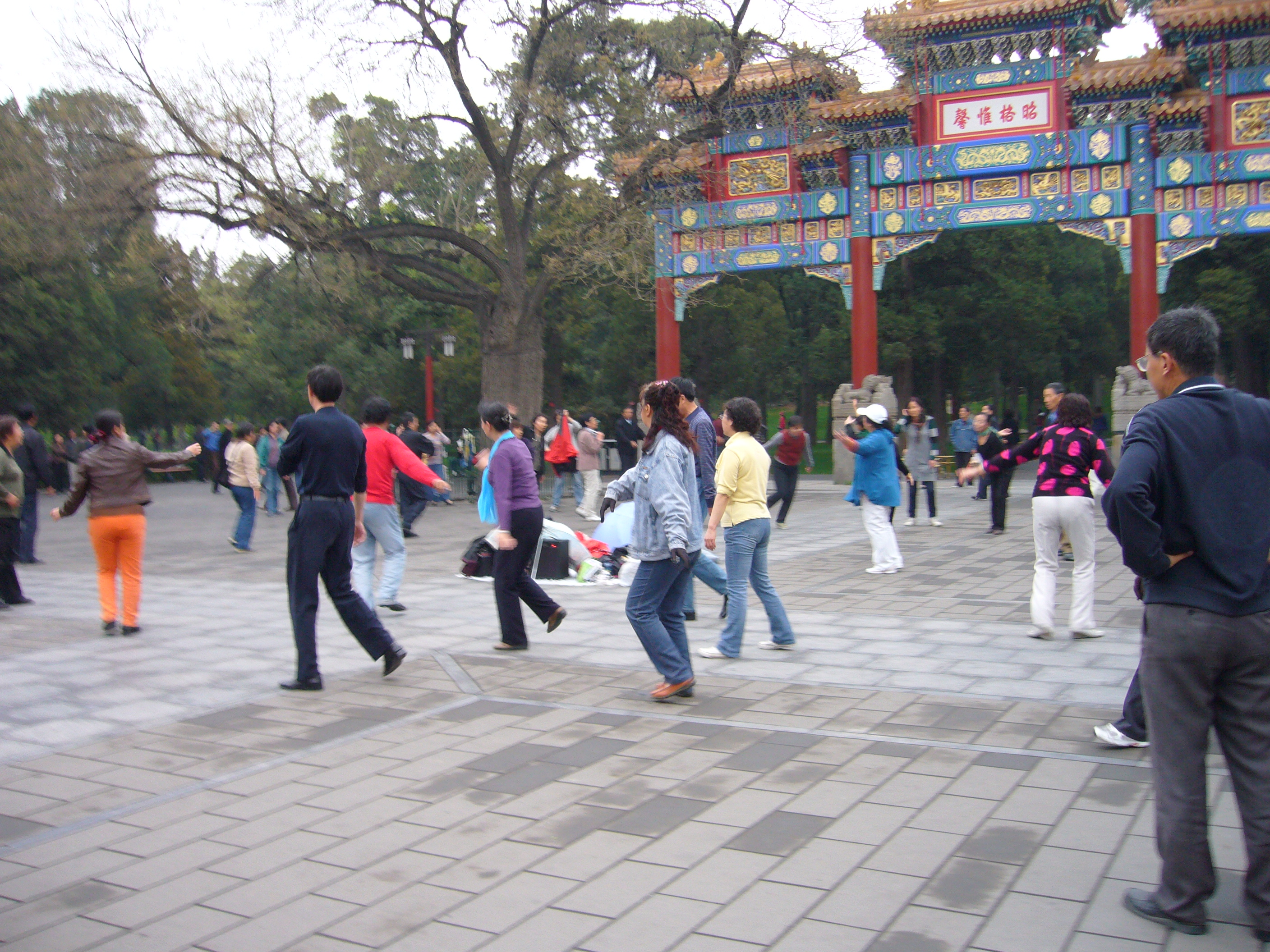
Guangchangwu dans un parc

La danse de place ou guangchangwu (chinois : 广场舞 ; pinyin : guǎngchǎngwǔ ; litt. « danse de place ») est une forme de danse très populaire en République populaire de Chine.
Ce genre de danse est généralement pratiquée sur les grandes places publiques ou dans les jardins publics, par des personnes principalement à la retraite (l'âge légal de départ à la retraite commence à 50 ans pour certaines catégories en Chine), sur des musiques jouées par un lecteur électronique qu'apportent les danseurs et danseuses. Elle a un certain succès chez les personnes âgées qui y trouvent un moyen de faire de l'exercice et de garder la forme, mais des personnes de tous les âges y participent.
Généralement, une personne donne le pas et les autres suivent à l'identique.
La danse est ouverte et n'importe quel passant peut y participer.
Les parcs des villes chinoises regorgent de ce type d'activités de groupe, au côté de sports collectifs, séances de chants ou de musique collectifs. Les personnes pratiquant ce type d'activités sont fréquemment heureuses de voir des touristes se joindre à elles.
En Chine, le phénomène est significatif. Bien que la pratique soit souvent critiquée pour le bruit et le désordre qu'elle génère, elle est également vue comme une forme de créativité vernaculaire qui s'oppose à la planification urbaine abstraite de l'État. Les danseurs de place sont considérés comme des acteurs qui territorialisent l'environnement urbain. 